# Ella Lagerman
Ellen Elisabeth Salome (Ella) Lagerman, även Ella Lagerman-Heijl, född 8 juni 1889 i Värlebo i Långemåla socken, Kalmar län, död 12 oktober 1946 i Döderhult, Kalmar län, var en svensk skulptör.

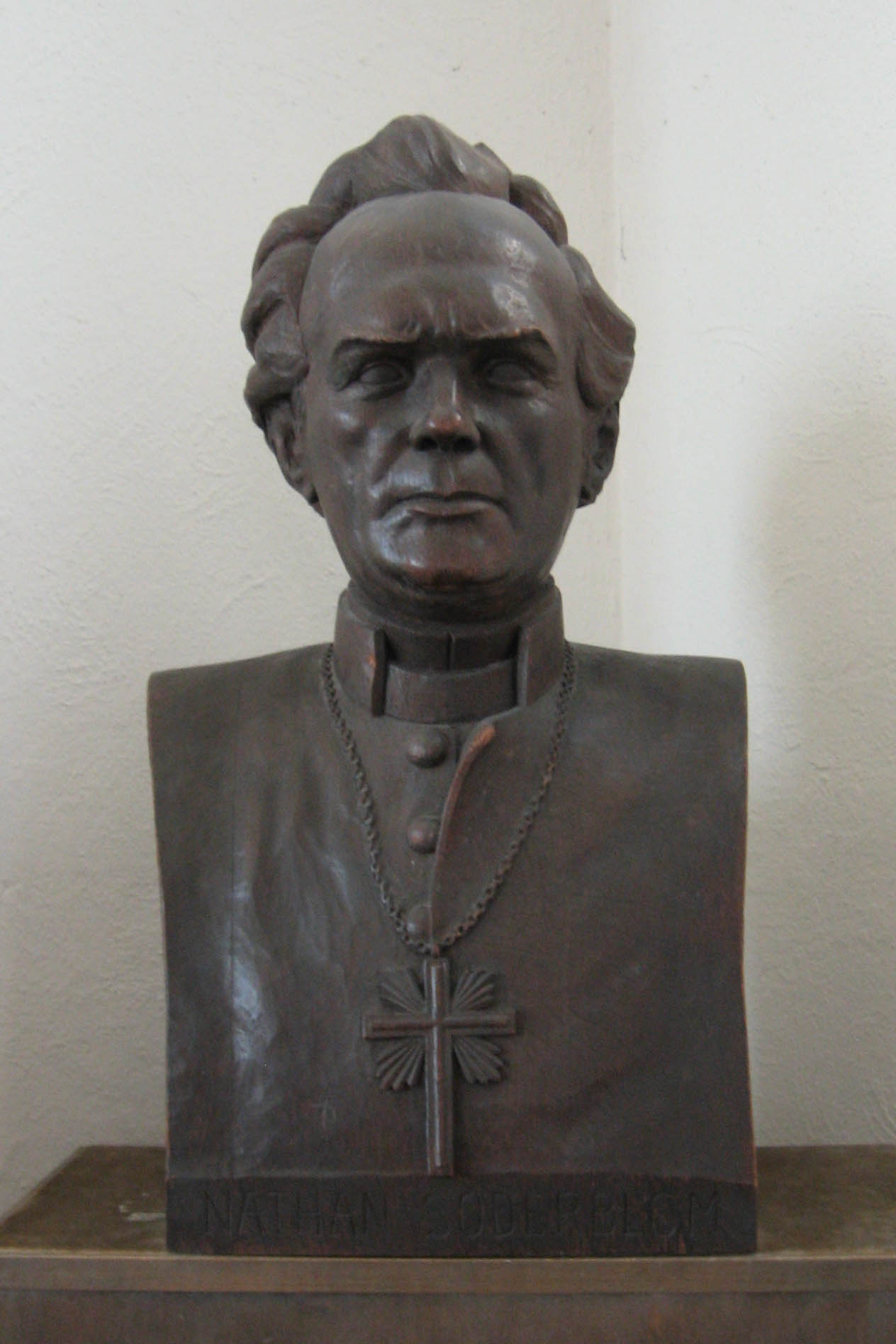
Byst föreställande Nathan Söderblom i Kungsholms kyrka i Stockholm.

## Biografi
Ella Lagerman studerade vid Högre konstindustriella skolan i Stockholm och i mitten av 1920-talet fick hon tillfälle att studera konst i Paris. Efter Konstindustriella skolan fortsatte hon därefter sina studier för Antoine Bourdelle i Paris 1922. I Frankrike utförde hon en skulptur av ledaren för Théâtre de l'Œuvre, Aurélien Lugné-Poë, som placerades i teaterns foajé. 
Lagerman återvände till Sverige 1929 och anställdes 1934 vid S:t Eriks Lervarufabriker i Uppsala och från 1937 vid Uppsala-Ekeby keramikfabrik. Kakel- och keramikfabriken S:t Eriks Lervarufabriker såldes 1937 till Uppsala Ekeby AB, medan tegelbruket blev kvar i bolagets ägo. På Uppsala-Ekeby gjorde hon några arbeten, däribland fem figuriner som föreställde djur i terrakotta, en isbjörn, en påfågelsduva med uppspänd stjärt som bokstöd, en ekorre, en buffel och en killing. Vidare har hon utfört tre flick- och pojkmasker och en madonna. 
Bland hennes arbeten märks porträttskulpturer över Nathan Söderblom, Greta Garbo och Arvid Lindman. Hon medverkade i utställningar i Kalmar, Jönköping, Huskvarna och Eksjö. Lagerman är representerad vid bland annat Kalmar konstmuseum. På sin fars gravsten på Långemåla kyrkogård har hon gjort en porträttrelief i brons.

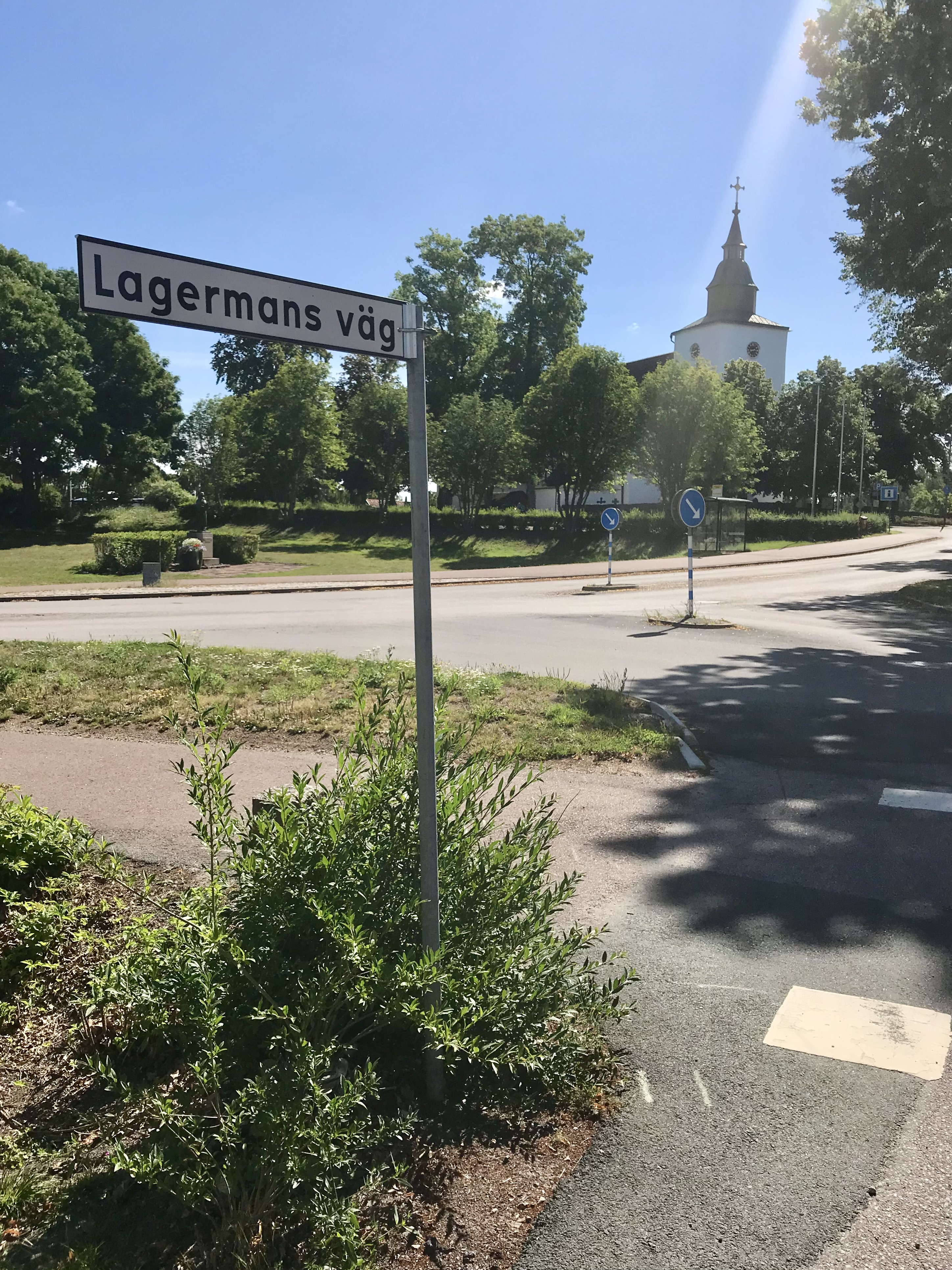
Lagermans väg, skylt i Döderhult, Oskarshamn.

Lagerman var dotter till arrendatorn och häradsdomaren Alfred Andersson och Anna Petersdotter, vilkas barn antog släktnamnet Lagerman. Alfred även kallad Tri-A hade fått 8 barn i sitt första äktenskap med Maria Lovisa Hansdotter. Alfred och Anna fick tillsammans 10 barn. 15 barn nådde vuxen ålder och ca 10 av dem bytte namn från Andersson till Lagerman. Den första tog namnet redan runt 1890, Albert Frithiof Lagerman. Bland syskonen märks brodern Sture. Hon var gift 1938-1942 med majoren Robert Gillis Heijl (1875–1942). Ella dog i Döderhult hos sin yngre bror Erik. Där bodde även en av hennes äldre bröder John Lagerman. I Döderhult finns en väg som är uppkallad efter syskonen - Lagermans väg.   
Ella Lagerman är begraven på Norra begravningsplatsen i Solna kommun.